# Еврей по определению
Приравненный к еврею, или еврей по определению (нем. Geltungsjude) — термин для людей, которые считались евреями согласно первому дополнительному указу к Нюрнбергским законам от 14 ноября 1935 года. Термин возник для обозначения полукровок по происхождению, которые в силу ряда «отягчающих обстоятельств» формально не попадали в определённые законом группы полукровок (мишлингов), чьё положение по закону было несколько лучше, чем у собственно евреев.
Первоначально этот термин не был предусмотрен законом, но возник в обиходе в силу того, что люди считались (gelten) евреями, хотя не могли быть точно отнесены к какой-либо из категорий предыдущих Нюрнбергских законов.

## Определение
Указ давал следующее определение «приравненных к евреям»:
СТАТЬЯ 5 (2) Евреем также является лицо [jüdischer Mischling, «еврейский полукровка»], которое происходит от двух полностью еврейских бабушек и дедушек, если:
(а) он был членом еврейской религиозной общины, когда был издан этот закон, или присоединился к общине позже;
(б) когда был издан закон, он был женат (замужем) на человеке, который был евреем, или впоследствии был женат (замужем) на евреях;
(c) он является результатом брака с евреем в смысле Раздела I, который был заключен после вступления в силу Закона о защите немецкой крови и чести от 15 сентября 1935 года;
(г) он является отпрыском внебрачных отношений с евреем в смысле Раздела I и родился вне брака после 31 июля 1936 г.
Каждый из перечисленных выше считался евреем, отсюда и название Geltungsjude. Термин jüdischer мишлинг в первом предложении означает еврейский полукровка. Человек с двумя еврейскими бабушкой и дедушкой, которые не удовлетворяли ни одному из критериев от (а) до (d), считался до 1939 года не «Geltungsjude», а мишлингом первой степени, а в дальнейшем стал считаться «Geltungsjude» и квалифицировался как «полный евреи» (нем. Volljude).

## Последствия
Geltungsjuden, несмотря на своё «полуеврейское» происхождение, подвергались тем же дискриминационным правилам, что и остальное еврейское население.
Geltungsjuden утрачивали гражданство Рейха и не имели права голоса. Им также было запрещено жениться (выходить замуж) на «евреях на четверть».
Первоначально их статус как «временных граждан» был предметом борьбы внутри режима между максималистами, такими как Гейдрих (который хотел, чтобы с ними обращались как с евреями), и минималистами, которые выступали за возможность в исключительных случаях давать некоторые послабления и привилегии тем, кто имел малую примесь еврейской крови (например, Вильгельм Штукарт и его помощник Ганс Глобке).
В то же время в рамках указа от 14 декабря 1937, согласно которому каждый асоциальный рецидивист должен был быть заключён в концентрационный лагерь, асоциальные лица частично еврейского происхождения (как мишлинги первой степени, так и мишлинги второй степени) классифицировались как «полные евреи» (нем. Volljude). Тогда же было решено, что все лица частично еврейского происхождения (вне зависимости от степени происхождения) со временем должны будут быть стерилизованы согласно закону 1933 года о предотвращении наследственных заболеваний.
По данным переписи 1939 года в Германии насчитывалось около 330 000 чистокровных евреев, 64 000 так называемых «полуевреев» (нем. Halbjude) или «еврейских полукровок первой степени» (мишлинги первой степени), 42 000 так называемых «евреев на четверть» (нем. Vierteljude) или «еврейских полукровок второй степени» (мишлинги второй степени), а также около 10 000 «евреев по определению» (нем. Geltungsjude). Согласно переписи 1939 года около 20 процентов так называемых «полуевреев» и около 10 процентов так называемых «евреев на четверть» являлись членами еврейских общин (в том числе и те, кто вступили в них после момента введения расовых законов).
Деление на чистокровных, «полуевреев» или «еврейских полукровок первой степени» проходило исключительно на территории Германии границ 1937 года и присоединенной Австрии (Остмарк), а на территориях районов Судетских немцев, Мемельланда (Клайпедский край), Саара и Рейнланда все так называемые «полуевреи» и «евреи на четверть» автоматически были приравнены к «чистокровным/полным евреям» и считались «евреями по определению».
С августа 1941 года Адольф Эйхман, по приказу Генриха Гиммлера и по согласованию с Рейнхардом Гейдрихом и Артуром Зейсс-Инквартом, приравнял так называемых «полуевреев» (нем. Halbjude) к «чистокровным/полным евреям» (нем. Volljude), обязав их носить Желтую звезду. Соответственно так называемые «евреи на четверть» (нем. Vierteljude) автоматически перешли в категорию мишлингов первой степени. В спорных случаях для расовой идентификации мишлингов применялся Мишлинг тест. 
Подавляющее большинство так называемых «полуевреев», а также мишлингов первой степени были депортированы в гетто и концлагеря. Большая часть из депортированных погибли.